# Trubezkoi (Adelsgeschlecht)

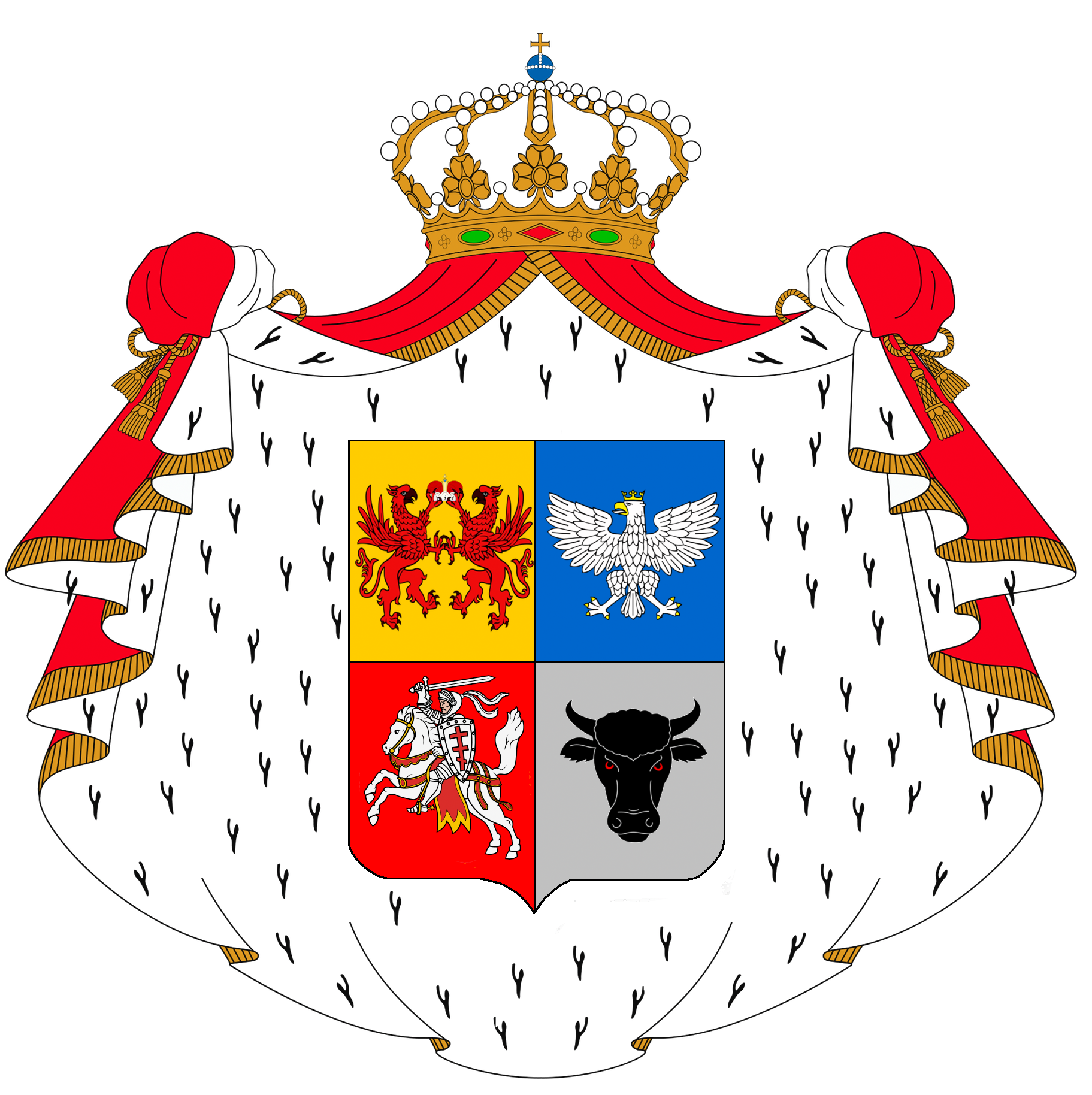
Wappen des Fürstenhauses Trubezkoi

Trubezkoi (russisch Трубецкой, weiblich Trubezkaja/Трубецкая, Plural Trubezkije/Трубецкие) ist der Name eines russisch-polnischen Fürstenhauses, eines Seitenzweiges der im Mittelalter im Großfürstentum Litauen regierenden Dynastie.
Ab dem 16. Jahrhundert wurde es Teil der russischen Aristokratie und um 1612 zeitweilig sogar zum Kandidaten für den vakanten Zarenthron. Die Familie avancierte später zur Zeit des russischen Kaiserreiches zu einem seiner wichtigsten Adelshäuser.

## Geschichte

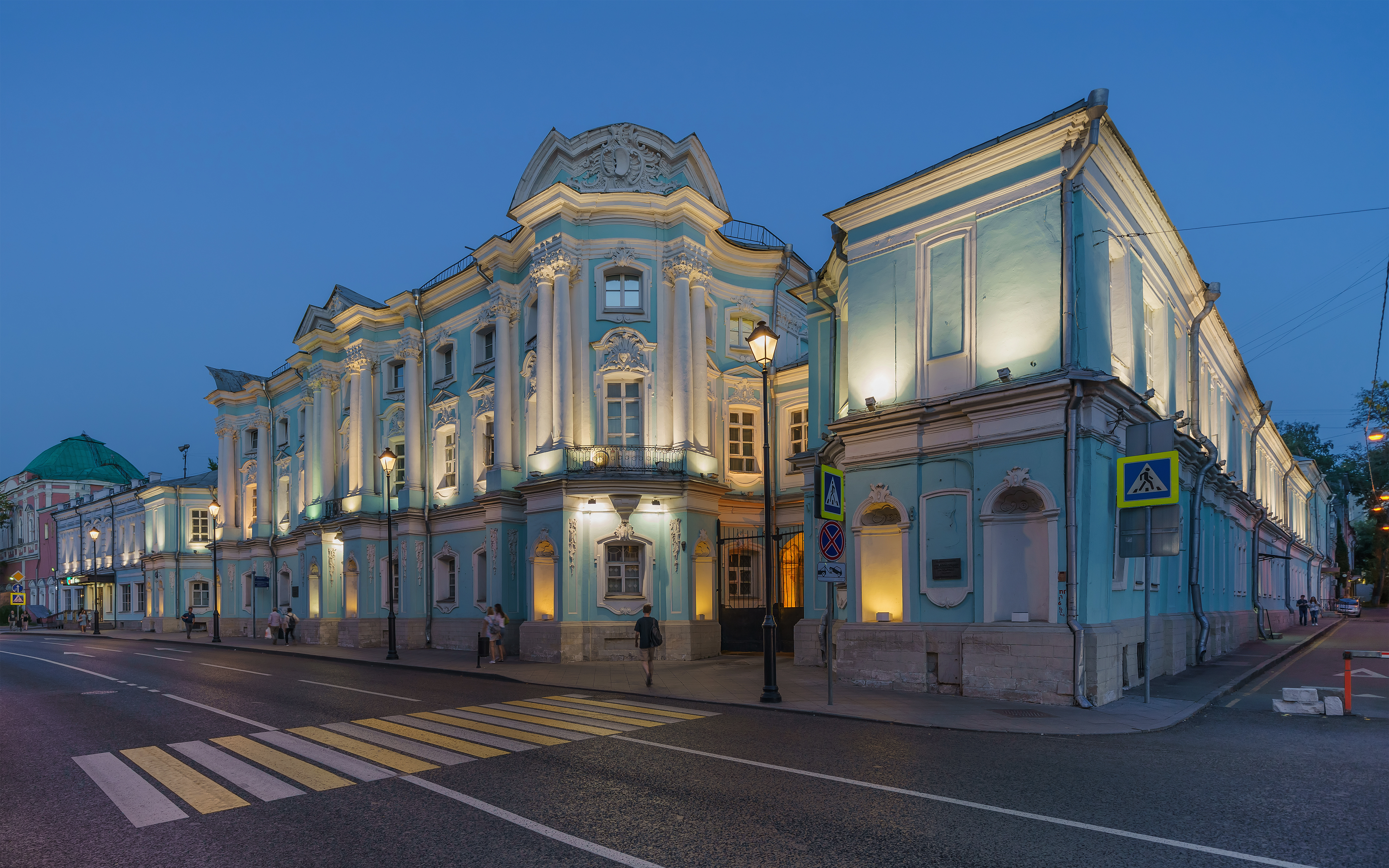
Der Apraksin-Trubezkoi-Palast in Moskau (1766)

Das Haus Trubezkoi zählt zu den Gediminiden, den Nachfahren des litauischen Großfürsten Gediminas († 1341). Sein Stammvater ist Gediminas’ Enkel Dmitri I. der Ältere († 1399), der von seinem Vater, dem litauischen Großfürsten Algirdas, das Herzogtum Brjansk mit dem Zentrum Trubtschewsk, damals auch Trubezk genannt, erhielt. Seine russisch-orthodoxen Nachfahren regierten dort bis in die Zeit um 1530, als sie gezwungen wurden, zwischen der Konversion zum Katholizismus oder dem Exil zu wählen. Sie gingen daraufhin nach Moskau an den Hof von Großfürst Wassili III.
In der Zeit der Wirren kämpfte Dmitri Trubezkoi († 1625) in der Streitmacht, die die Polen 1612 aus Moskau vertrieb und war danach einer der Kandidaten für den vakanten Zarenthron, während sein Vetter Wigund-Jeronym Trubezkoi auf polnischer Seite kämpfte. Er ging nach Polen, seine Nachfahren kehrten jedoch mit Juri Trubezkoi um 1660 nach Moskau zurück. Aus seiner Ehe mit Fürstin Irina Galitzin stammen alle heutigen Trubezkois ab.
Das Haus Trubezkoi brachte im Lauf der Jahrhunderte zahlreiche bedeutende Feldherren, Diplomaten, Philosophen und Künstler hervor. Ein Seitenzweig der Trubezkoi setzte sich in Polen-Litauen fort (dort unter dem Namen Trubecki). Nach der russischen Oktoberrevolution gingen die meisten Vertreter des Hauses Trubezkoi in die Emigration (französisch Troubetzkoy, englisch Troubetskoy).

## Namensträger (Auswahl)
- Andrei Wassiljewitsch Trubezkoi (1561–1620), russischer Staatsmann, Mitglied des Sieben-Bojaren-Rates
- Dmitri Timofejewitsch Trubezkoi († 1625), russischer Feldherr zur Zeit der Wirren, Kandidat für den Zarenthron
- Alexei Nikititsch Trubezkoi (1600–1680), russischer Feldherr
- Iwan Jurjewitsch Trubezkoi (1667–1750), russischer Staatsmann und Feldmarschall
- Nikita Jurjewitsch Trubezkoi (1699–1767), russischer Staatsmann und Feldmarschall
- Sergei Petrowitsch Trubezkoi (1790–1860), einer der Führer des Dekabristenaufstands
- Nikolai Petrowitsch Trubezkoi (1828–1900), russischer Musikwissenschaftler und Mäzen
- Sergei Nikolajewitsch Trubezkoi (1862–1905), russischer Religionsphilosoph
- Paolo Troubetzkoy (1866–1938), italienischer Bildhauer russischer Herkunft
- Grigori Nikolajewitsch Trubezkoi (1873–1930), russischer Diplomat, Politiker und Autor
- Nikolai Sergejewitsch Trubetzkoy (1890–1938), russischer Sprachforscher
- Sergei Jewgenjewitsch Trubezkoi (1890–1949), russischer Fürst, Philosoph und Schriftsteller
- Igor Nikolajewitsch Trubezkoi (1912–2008), russischer Fürst, Autorennfahrer und vierter Ehemann von Barbara Hutton